# Eupithecia palustraria
Eupithecia palustraria är en fjärilsart som beskrevs av Doubleday 1850. Eupithecia palustraria ingår i släktet Eupithecia och familjen mätare. Inga underarter finns listade i Catalogue of Life.